# 花田清輝
花田 清輝（はなだ きよてる、1909年〈明治42年〉3月29日 - 1974年〈昭和49年〉9月23日）は、作家・文芸評論家。巧みなレトリックを駆使した文体を特徴とし、映画や演劇の評論も多く手がけ、日本のアヴァンギャルド芸術論の先駆的存在であった。

## 生涯

### 生い立ち
福岡県福岡市東公園に生まれ、一人っ子として育つ。先祖は毛利輝元であり、清輝の曽祖父は黒田藩の右筆で、名前には代々「輝」の字を付ける習いだった。旧制福岡中学（現・福岡県立福岡高等学校）時代は柔道に熱中し、また父ともに短歌を新聞等に投稿していた。
鹿児島の第七高等学校に入学し、西田哲学に没入、また寮誌『白光』を創刊し長編詩「樹下石上」などを発表。しかし読書に熱中して出席日数不足で2度続けて落第し退学、福岡に戻って九州帝国大学哲学科の聴講生を経て、1929年に京都帝国大学文学部に選科生として入学。この時期、『白光』に小説「ひとつの習作とそのはかないひとりごとの話」、戯曲「窓」「無構成の美学-エドガア・ポオ瞥見」掲載。1931年に小杉雄二のペンネームで『サンデー毎日』大衆文芸に応募した小説「七」が、入選し掲載される。
父親の事業の失敗により学費が払えなくなり、同年11月、京大文学部英文科を除籍される。しかし滝川事件が起こると、古谷綱正・高木養根らとともに文部省による大学自治への干渉に反対する文学部の運動を指導した。福岡で父の経営する食堂で働いたが、1933年に上京、翻訳の下請けなどで生計を立て、七高時代の友人辛島紅葉の義兄にあたる三浦義一の家に一時滞在した。新聞広告を見て、朝鮮人ジャーナリストで独立運動家の李東莢の秘書をつとめる。

### 戦前・戦中まで
1935年に朝鮮人ジャーナリストの依頼で満洲に渡り、朝鮮人のコロニーを取材。また福岡中学の先輩で中野正剛の秘書をしていた我観社の進藤一馬の知遇を得て、東方会の機関誌『我観』（後『東大陸』に改名）に「朝鮮民族の史的変遷」など時事論文などを執筆。また大野正夫、片山敏彦、長谷川四郎らの雑誌『世代』、大井廣介らの『現代文学』に文芸論を発表した。1939年には東大陸社に入社して『東大陸』の実質的編集長となり（これらは、戦後吉本隆明との論争において「東方会の下郎」と誹謗される根拠となった）、中野正剛の実弟中野秀人、野口米次郎、福池立夫らと「文化再出発の会」を結成し、中野正剛から資金を得て機関誌『文化組織』を創刊。『自明の理』や『復興期の精神』としてまとめられる一連の文章を発表した。1940年に『東大陸』編集を辞め、秋山清の紹介で林業新聞社に入社。1941年に文化再出発の会の「魚鱗叢書」として『自明の理』を刊行するが、「文化再出発の会」は中野正剛との関係が絶たれ、経営は苦しくなった。1942年以後サラリーマン社『時局月報』、木材通信社『木材通信』、軍事工業新聞社『軍事工業新聞』など記者、社説の執筆なども務める。また1943年に『現代文学』誌に、大東塾顧問三浦義一と尾崎士郎の対談や影山正治を批判した「虚実いりみだれて」を発表し、大東塾関係者に暴行を受け、謝罪文を書かされる。また戦時下の雑誌統合で『文化組織』は終刊となる。

### アヴァンギャルド論
鎌倉材木座で敗戦を迎え、1946年には中野正剛の息子の中野達彦・泰雄兄弟の要請で出版社・真善美社の編集顧問となり、『我観』を改題した『真善美』の編集に参加、北多摩郡狛江村にある戦中に緒方竹虎が疎開していた中野家宅に移り住む。主に戦中のエッセイ『復興期の精神』を真善美社の処女出版として刊行、戦中と戦後のエッセイを収録した『錯乱の論理』、永井荷風、太宰治、椎名麟三、坂口安吾らへの批評を含む『二つの世界』などで注目されるようになる。「砂漠について」（『二つの世界』）は安部公房の『砂の女』執筆に影響を与えた。また加藤周一、中村眞一郎、福永武彦、小野十三郎、野間宏、福田恆存、佐々木基一、埴谷雄高など第一次戦後派作家の作品を「アプレゲ—ル新人創作選」として出版、これにより「アプレゲール」という言葉が一般化した。戦前木材通信社で知り合った田中吉六の『スミスとマルクス』も花田の斡旋で真善美社より刊行され、題名も花田の薦めで決まった。同年『近代文学』の同人になる。1947年岡本潤、加藤周一、関根弘、中野秀人、中村眞一郎らと「綜合文化協会」を結成、真善美社に事務所を置き、機関誌『綜合文化』を発行。同年、埴谷雄高、佐々木基一、野間宏、岡本太郎、関根弘と「夜の会」結成。1948年に野間宏、寺田透、杉浦明平らの「未来の会」に参加。1949年に日本共産党に入党、月曜書房の戦後文学賞銓衡委員となり、安部公房「デンドロカカリヤ」を推薦した。1950年、月曜書房から田中英光の遺書に従って『田中英光選集』刊行。
新日本文学会には1946年に入会し、1948年に『新日本文学』編集員、1952年に編集長、1954年には宮本顕治の持ち込み原稿を拒否したたことから編集長を解任された。
1950年代から美術、映画評論に力を注ぎ、『アヴァンギャルド芸術』『さちゅりこん』『政治的動物について』などの著書で、若い世代に強い影響を与えた。1957年に安部公房、岡本太郎、大西巨人、竹内実、長谷川四郎らと「記録芸術の会」結成、機関誌『現代芸術』を創刊、総合芸術・共同制作の実現を目標とした。1959年、安部、千田是也、木下順二、野間らと演劇運動の「三々会」を結成。

### 論争
1955年に「ゴロツキの弁」(『群像』)、「反俗物的俗物-高見順氏に」(『文学界』)を発表し、高見順とのゴロツキ論争となる。1956年には「モラリスト批判（『群像』）を発表し、荒正人や埴谷雄高ら『近代文学』同人とのモラリスト論争。また1956年の『現代詩』誌上での岡本潤、吉本隆明との鼎談「芸術運動の今日的課題」を発端とし、続いて1957年「ヤンガー・ゼネレーションへ」、1959年に「戦後文学大批判」（『群像』）、「プロレタリア文学批判をめぐって」（『文学』）に、吉本は「不許芸人入山門-花田清輝老への買コトバ」（『日本読書新聞』）を書き、これに「反論-吉本隆明に」（同紙）など、吉本隆明らと転向、戦争責任問題について花田・吉本論争を繰り広げた。
1961年の日本共産党第8回大会にあたって、新日本文学会の共産党員グループによる党運営を批判する声明書などを公表、党を除名される。
1966年新日本文学会議長に選出される。

### 戯曲・演劇
1957年に安部公房、岡本太郎、大西巨人、竹内実、長谷川四郎らと、総合芸術・共同制作を目指す「記録芸術の会」結成し、1958年に歴史ものの長編戯曲『泥棒論語』を執筆。その年の秋に舞芸座によって俳優座劇場で公演され、第1回週刊読売新劇賞受賞。
1962年に劇団俳優座から公演台本として依頼された「爆裂弾記」を発表したが、公演スケジュールに間に合わず、代わりに1963年に劇団演劇座などの有志によって俳優座劇場で公演された。戯曲について和田芳恵は「壮士は書くが浩然の気を感じさせる明治調がこの戯曲のようにあらわれたものが、これまでなかったような気がした」と評したが、公演の入りはガラガラという状態だった。
続いて1963年に「ものみな歌でおわる」を日生劇場開場記念公演として書き下ろし、千田是也演出、水谷八重子、仲代達矢などの出演で公演したが大不評で、「ものみな不入りでおわる」と題した記事も書かれた。
「爆裂弾記」は1968年に劇団演劇座により明治百年批判公演として上演された。
1973年に長谷川四郎、佐々木基一、広末保、うえまつたかしの5人が「記録芸術の会」に続く新しい演劇活動を起こそうとして、演劇団体「木六会」を結成し、1974年に第1回公演で「ものみな歌でおわる」を六本木の俳優座で再演、千田是也一門の中堅、若手の俳優が演じ、満員の大盛況となった。
木六会の第2回公演では、花田の提案で魯迅の「故事新編」を素材とした共同制作を行うこととし、4編のうち花田は「首が飛んでも-眉間尺」を執筆。しかしこの上演された1974年11月を前に花田は死去し、公演は追悼公演として行われた。
他に戯曲としては、ラジオドラマ「わたしは貝になった」、テレビドラマ「就職試験」「佐倉明君伝」がある。

### 小説
1960年から「鳥獣戯話」「小説平家」などの歴史ものの小説執筆を始める。1962年『鳥獣戯話』で毎日出版文化賞受賞。埴谷雄高が「花田の小説は『或る事物への感覚的な集中表現』がない」と批評したことに対して、「かれは小説らしい小説が好きなのだろう。せいぜい、柄杓の上に羽を休めているやんまのイメージでも描くがよい」と、森鷗外「阿部一族」のディテール描写の俗物性を引き合いに、自身の立場を表している（「方法序説」『箱の中の話』）。

1974年5月に慶應義塾大学病院に入院、一旦退院するが再入院し、9月に脳出血のため同病院で死去。
1963-66年に『花田清輝著作集』全7巻が未来社から、没後『花田清輝全集』全15巻・別巻2巻が講談社から刊行された。
東北大学金属材料研究所教授であった花田黎門は息子。アニメ脚本家の花田十輝は孫。

## 著書
- 『自明の理』文化再出発の会・魚鱗叢書、1941年 （戦後再編集して『錯乱の論理』と改題）
- 『復興期の精神』我観社 1946年　のち角川文庫、講談社文庫、講談社学術文庫、講談社文芸文庫
- 『錯乱の論理』真善美社 1947年　のち講談社文芸文庫
- 『二つの世界』月曜書房 1949年　のち講談社文芸文庫
- 『カフカ小品集』世紀の会 1950年（翻訳）
- 『アヴァンギャルド芸術』未來社、筑摩叢書、講談社文芸文庫
- 『さちゅりこん 花田清輝評論集』未來社　1956年
- 『政治的動物について 現代モラリスト批判』青木書店　1956年
- 『乱世をいかに生きるか』山内書店　1957年
- 『大衆のエネルギー』大日本雄弁会講談社　1957年
- 『映画的思考』未來社、1958年（1962年に収録文章を一部さしかえて『新編映画的思考』とする） のち講談社文芸文庫
- 『泥棒論語・七』未來社　1959年（戯曲）
- 『近代の超克』未來社　1959年　のち講談社文芸文庫
- 『もう一つの修羅』筑摩書房　1961年　のち講談社文芸文庫
- 『鳥獣戯話』講談社　1962年（小説）のち講談社文芸文庫
- 『いろはにほへと』二村次郎写真　未來社　1962年
- 『シラノの晩餐』未來社　1963年
- 『爆裂弾記』未來社 1963年（戯曲）のち講談社文芸文庫
- 『ものみな歌でおわる　かぶきの誕生に関する一考察』晶文社　1964年（戯曲）のち講談社文芸文庫
- 『俳優修業』講談社　1964年（小説）のち講談社文芸文庫
- 『恥部の思想』講談社　1965年　のち講談社文芸文庫
- 『小説平家』講談社　1967年（小説）のち講談社文芸文庫
- 『古典と現代』未來社　1967年
- 『随筆三国志』筑摩書房　1969年　のちレグルス文庫、講談社文芸文庫
- 『乱世今昔談』講談社、1970年（講談社文芸文庫収録にあたって『ここだけの話』と改題）
- 『東洋的回帰（現代のエッセイ）』文藝春秋、1971年
- 『冒険と日和見　文藝評論集』創樹社　1971年　のち増補版
- 『室町小説集』講談社、1973年（小説）のち講談社文芸文庫
- 『日本のルネッサンス人』朝日新聞社　1974年　のち朝日選書、講談社文芸文庫
- 『箱の話』潮出版社　1974年　のち講談社文芸文庫（合冊）
- 『洛中洛外図』平凡社 1974年

### 共編著
- 『戦後主要作品全集』椎名麟三、野間宏共編 月曜書房、1949年
- 『日本抵抗文学選』佐々木基一、杉浦明平共編 三一書房 1955年
- 『新劇評判記』武井昭夫対談 勁草書房 1961年
- 『運動族の意見 映画問答』武井昭夫共著（対談） 三一書房 1967年
- 『全集・現代文学の発見』大岡昇平、平野謙、佐々木基一、埴谷雄高共編 学芸書林 1967年

### 全集、作品集
- 『花田清輝著作集』未來社、1963-66年

第1巻 (復興期の精神,錯乱の論理)　1964年
第2巻 (大衆のエネルギー,二つの世界)　1963年
第3巻 (アヴァンギャルド芸術,さちゅりこん)　1964年
第4巻 (近代の超克,もう一つの修羅)　1964年
第5巻 (仮面と顔,胆大小心録)　1965年
第6巻 (泥棒論語,爆裂弾記,ものみな歌でおわる,就職試験,佐倉明君伝)　1965年
第7巻 (鳥獣戯話,俳優修業,冠者伝)　1966年
- 『さまざまな戦後 花田清輝芸術論集』読売新聞社、1974年
- 『花田清輝全集』全15巻別巻2　講談社 1977-80年
- 『ザ・花田清輝 花田清輝二冊全集 大活字版』第三書館 2008年
- 『日本プロレタリア文学大系 8、別巻2』三一書房 1955年
- 『現代日本文学全集 95 現代文芸評論集』筑摩書房 1958年（「変形譚」「絶望について」などを収録）
- 『日本現代文学全集 104』講談社 1966年
- 『現代短篇文学全集 48』筑摩書房 1969年
- 『現代日本文学大系 84』筑摩書房 1972年
- 『現代の文学 4』講談社 1974年
- 『筑摩現代文学大系 71』筑摩書房 1978年
- 『現代推理小説大系 別巻2』講談社 1981年
- 『鳥獣戯話・小説平家』講談社文芸文庫 1988年
- 『七・錯乱の論理・二つの世界』講談社文芸文庫 1989年
- 『花田清輝評論集』粉川哲夫編 岩波文庫 1993年
- 『ちくま日本文学全集 60 花田清輝』筑摩書房 1993年
- 『日本幻想文学集成 29 花田清輝』池内紀編 国書刊行会 1994年
- 『箱の話・ここだけの話』講談社文芸文庫 1994年
- 『ものみな歌でおわる・爆裂弾記』講談社文芸文庫 1996年
- 『ものみな映画で終わる 花田清輝映画論集』清流出版 2007年

## 注
1. ↑  小沢信男「作家案内」（『室町小説集』講談社文芸文庫 1990年）
2. ↑  『泥棒論語』(1959年)で単行本初収録された。千葉亀雄は「凝りに凝ったしっとりした重苦しさを備え」「ドイツの怪奇小説でも読む感触」「解決が予想外に出た巧さも、すべて珍しい作物だ」と評している。
3. ↑  武井昭夫『芸術運動家としての花田清輝——対立物を対立したまま統一する花田弁証法の実践』社会評論110号
4. ↑  佐々木基一「著者に代わって読者へ 砂漠の思想」（『七・錯乱の論理・二つの世界』講談社文芸文庫 1989年）
5. ↑  小沢信男「雲をつかむ男-劇作家花田清輝」（『ものみな歌で終わる・爆裂弾記 現代日本の戯曲』講談社文芸文庫 1996年）

## 関連書籍
- 小川徹『花田清輝の生涯』思想の科学社 1978年
- 宮内豊『ある殉死 花田清輝論』講談社 1979年
- 絓秀実『花田清輝 砂のペルソナ』講談社 1982年
- 高橋英夫『花田清輝　20世紀思想家文庫』岩波書店 1985年
- 関根弘『花田清輝-二十世紀の孤独者』リブロポート〈シリーズ民間日本学者〉 1987年